# Chiesa dei Santi Pietro e Giacomo (Fiscaglia)
La chiesa dei Santi Pietro e Giacomo è la parrocchiale di Massa Fiscaglia, in provincia di Ferrara ed arcidiocesi di Ferrara-Comacchio; fa parte del vicariato di San Cassiano.

## Storia
Le prime citazioni della pieve di San Pietro di Massa Fiscaglia risalgono all'XI secolo; questo edificio era a tre navate, a sei campate e aveva la facciata rivolta ad est. Nel 1221 la pieve venne dichiarata nullius dioecesis, ma perse questa autonomia nel 1240 venendo aggregata alla diocesi di Cervia. 

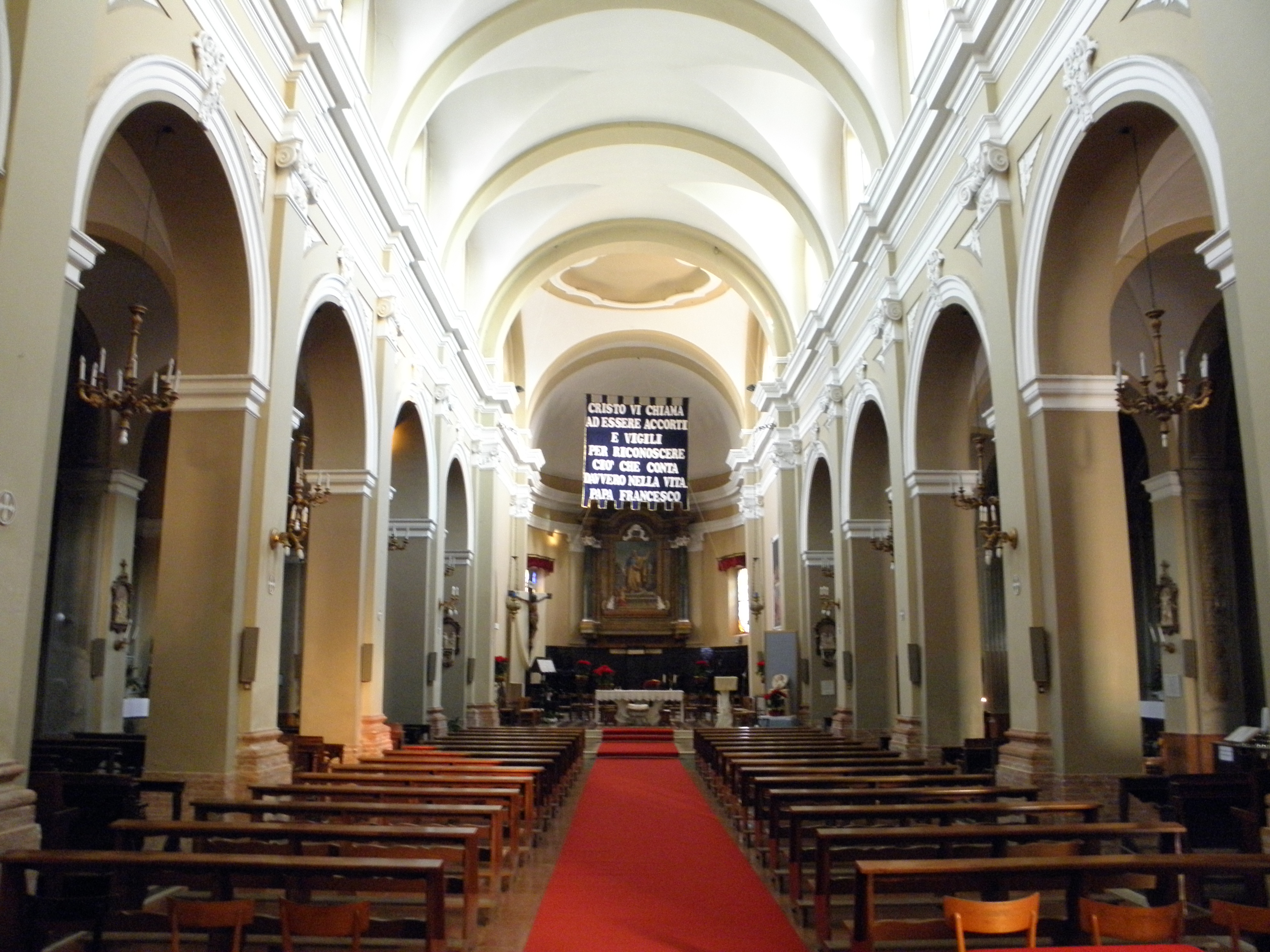
L'interno della chiesa

 All'inizio del XVI secolo questa chiesa versava in pessime condizioni poiché non veniva ristrutturata da molto tempo. Così, la pieve subì un importante intervento di restauro nel 1515 e sempre nel Cinquecento la pianta dell'edificio venne ruotata di 180°, con l'ingresso ad ovest e l'abside ad oriente; in quell'occasione fu rifatto il tetto delle navate laterali. 
Già poco dopo la metà del Settecento si ripresentò la situazione d'inizio Cinquecento e nel 1763 iniziarono per interessamento di monsignor Gaspare Pizzolanti i lavori di rifacimento del coro, portati a compimento nel 1772. Nel 1796 partì la costruzione della navata della nuova parrocchiale; il grezzo venne terminato in meno di un anno. Nel 1798, quando l'edificio non era ancora ultimato, fu soppressa la collegiata. La chiesa, però, poté essere definitivamente completata appena nella prima metà del XIX secolo; fu consacrata nel 1830 dall'arcivescovo di Ravenna Michele Virgili. All'inizio del XX secolo la pieve fu restaurata. Nel 1947 la chiesa passò dalla diocesi di Cervia alla diocesi di Comacchio; nel 1986 entrò a far parte dell'arcidiocesi di Ferrara-Comacchio. L'edificio fu poi ristrutturato nel 1993.

## Descrizione

### Esterno
La facciata a salienti della chiesa, rivolta a sudovest, si compone di tre corpi: quello centrale, scandito da lesene binate tronche, presenta il portale maggiore e una nicchia ospitante una statua, mentre le due ali laterali sono caratterizzate dagli ingressi secondari, sormontati da finestre riforma rettangolare.
Annesso alla parrocchiale è il campanile a base quadrata, suddiviso in più registri da cornici abbellite da archetti pensili; la cella presenta su ogni lato una bifora ed è coperta dal tetto a quattro falde.